# Johann Vierdanck
Johann Vierdanck (även Virdanck, Vyrdanck, Feyertagk, Feyerdank, Fierdanck), född omkring 1605 i Dresden, död 1646 i Stralsund, var en tysk violinist, kornettist och kompositör från barocken.

## Biografi
Vierdanck föddes nära Dresden. Han blev 1615 medlem i hovkapellet i Dresden, där han blev elev till Heinrich Schütz och William Brade. Hans instrumentala verk var influerade av den italienske violinisten Carlo Farina, som var verksam vid hovet i Dresden.
Efter ett besök i Köpenhamn och Lübeck, blev Vierdanck organist i Stralsund från 1635 till sin död. Han begravdes i Stralsund den 1 april 1646.
Gruppen Parnassi Musici har spelat in flera av Vierdancks instrumentala verk, från hans utgivning 1641, på CD-bolaget Classic Produktion Osnabrück.

## Kompositioner

### Instrumental
- Erster Theil Newer Pavanen, Gagliarden, Balletten vnd Correnten m. 2 V. u. einem Violon nebenst dem basso continuo (1637, Greifswald)[6][7]
- Ander Theil darinsen begriffen etliche Capricci, Canzoni vnd Sonaten mit 2. 3. 4. und 5. Instrumenten ohne und mit dem Basso Continuo (1641, Rostock)[7]

### Vokala verk
- Erster Theil Geistlichen Concerten für 2 - 4 St. und Bc (Greifswald, 1641/1643)[7]
- Ander Theil Geistlicher Concerten mit 3. 4. 5. 6. 7. 8. vnd 9. St nebenst einem gedoppelten Bc (Rostock, 1643)[7]
- En motett för fyra röster och generalbas (1641)

#### Kantater
- Der Herr hat seinen Engeln befohlen
- Ich freue mich im Herrn (Greifswald, 1643)
- Stehe auf, meine Freundin

## Inspelningar
- Johann Vierdanck. 20 Capricci, Canzoni & Sonatas. Parnassi musici. CPO 2007
- The Trio Sonata in 17th Century-Germany. London Baroque.  [innehåller: Svit A-dur]. BIS 2008
- Machet die Tore Weit. Innsbrucker Capellknaben, Howard Arman. [innehåller: Ich verkündige euch große Freude]. Tyrolis 1997
- Die Herrlichkeit der Erden muß Rauch und Asche werden. Musik und Poesie aus der Zeit des 30 jährigen Krieges. Musica Fiorita, Daniela Dolci. [däri: Capriccio Nr. 17, Singet dem Herrn]. AM 1997
- Wedding Motets. Weser Renaissance, Manfred Cordes. [innehåller: Capriccio, Ich freue mich im Herren]. CPO 2006
- His Majestys Sagbutts Grand Tour. His Majestys Sagbutts & Cornetts. [däri: Sonata 28, Sonata 31 ("Als ich einmal Lust bekam"). Hyperion 1996